# Валміерський драматичний театр
Валміерський драматичний театр (латис. Valmieras Drāmas teātris) — професійний репертуарний латвійський драматичний театр, заснований в 1919 в Валміері.
До 1991 носив назви: Театр Валміерської ради (1919), Валміерський драматичний театр (1923-1926), Валміерський театр (1926-1930), Північнолатвійскій театр (1930-1940, 1942-1943), Драмгурток Валміерської робочої профспілки (1940-1941), Валміерський драматичний театр Латвії (1944-1953), Валміерський державний театр драми ім. Л. Паеґле (1953-1991).
Знаходиться на вулиці Лачплеша, 4.

## Історія театру
У 1885 Валміерська латвійська спілка на місці колишнього Дерптського бастіону побудувала будівлю для виступу латвійської аматорської трупи. 29 березня 1919 постановка режисером Я. Заріньшом п'єси Герхарта Гауптмана «Потоплений дзвін», ознаменувала появу нового професійного колективу.
Після першого сезону була перерва і театр, що отримав нову назву, продовжив роботу в 1923. Трупа майже повністю складалася з любителів, заробітну плату отримували тільки головний режисер і ведучий актор.
До 1930 становище покращилося і театр зайняв стабільну позицію. Репертуар театру майже повністю складався з п'єс латвійських авторів.
З 1987 до початку 1990-х у зв'язку з реконструкцією театру, вистави ставилися на інших майданчиках. У 2004 було закінчено спорудження нової будівлі, на сьогоднішній день одного з найсучасніших і технічно оснащених серед латвійських театрів. Вистави йдуть в Великому, Круглому, Малому залах і на Сцені великого залу.
У 2008 трупа театру складалася з 30 штатних і 15 позаштатних акторів, багато з яких в різний час були відзначені призами престижної національної театральної нагороди «Teātra balva», яка щорічно вручається на урочистій церемонії «Ніч лицедіїв».

## Головні режисери і художні керівники театру
- Я. Заріньш (1919)
- В. Абрамс (1930-1932)
- А. Зоммерс (1932-1936)
- Ж. Вейнбергс-Вінкалнс (1934-1940, 1942-1943, 1945-1949)
- А. Лаце (1950-1957)
- П. Луціс (1943-1944, 1957-1991)
- В. Брасла (1995-2000)
- Т. Ласманіс (2000-2001)
- Е. Сніедзе (з 2005)

## Вибрані постановки
- 1966 — «Не жити без любові» Віктора Розова
- 1968 — «Батьківщина» Екаба Яншевского
- 1970 — «Блудний син» Рудольфа Блауманіса
- 1971 — «Мишоловка» Агати Крісті
- 1971 — «Солов'їна ніч» Валентина Єжова
- 1972 — «Гамлет» Вільяма Шекспіра
- 1972 — «Жіночі війни» Анни Брігадере
- 1973 — «Легенда про Кауп» Арія Гейкінса
- 1974 — «З підсолодженою пляшки» Рудольфа Блауманіса
- 1974 — «Три сестри» А. П. Чехова
- 1975 — «Дощ» за оповіданням Вільяма Сомерсета Моема
- 1976 — «Жінки Ніскавуорі» Гелли Вуолійокі
- 1976 — «Синя» Ґунара Пріеде
- 1977 — «Приборкання норовливої» Вільяма Шекспіра
- 1978 — «Індрани» Рудольфа Блауманіса
- 1978 — «Світ за твоїм вікном» Паулса Путніньша
- 1979 — «Гніздо глухаря» Віктора Розова
- 1980 — «До третіх півнів» за казкою Василя Шукшина
- 1981 — «Уявний хворий» Мольєра
- 1982 — «Спрідітіс» Анни Брігадере
- 1983 — «Любов сильніша за смерть» Райніса
- 1984 — «Яніс» Лелде Стумбре
- 1985 — «Сірано де Бержерак» Едмона Ростана
- 1986 — «Навчальна тривога» Ґунара Пріеде
- 1986 — «Вишневий сад» А. П. Чехова
- 1987 — «Диктатура совісті» Михайла Шатрова
- 1988 — «Даугава» Райніса, вперше виконана пісня Мартінша Браунса «Saule, Pērkons, Daugava»
- 1990 — «Пожалійте нас» Паулса Путніньша
- 1990 — «Шостий поверх» А. Жері
- 1991 — «Тітонька із Бразилії» Брендона Томаса
- 1991 — «Останній човен» Мартіньш Зіверт
- 1992 — «Роза» Лелде Стумбре
- 1992 — «Сон в Янову ніч» Ґунара Пріеде
- 1992 — «Ми любимо і ми живемо» Франсуази Саган
- 1993 — «Містерії Юхана Нагеля» за романом Кнута Гамсуна
- 1994 — «Фердінандо» Аннибале Ручелло
- 1995 — «Чому це так, Мел» Ніла Саймона
- 1995 — «Така любов» Павла Когоута
- 1996 — «Венеційка» п'єса невідомого автора XVI століття
- 1996 — «Домашній ворог» Екаба Зейболта
- 1997 — «Учитель з Варкальского повіту» Якоба Яншевського
- 1997 — «Іванов» А. П. Чехова
- 1998 — «Все через цю шалений Пауліни»
- 1998 — «Весілля Мюнхгаузена» Мартіньша Зіверта
- 1999 — «Живий труп» Л. М. Толстого
- 2000 — «Мері Поппінс» Памели Треверс
- 2000 — «Дачники» М. Горького
- 2002 — «Пані міністр» Браніслава Нушича
- 2002 — «Літо і дим» Теннессі Вільямса
- 2003 — «Пісочниця» Е. Сніедзе
- 2003 — «Дядя Ваня» А. П. Чехова
- 2004 — «Пан Пунтила і його слуга Матті» Бертольта Брехта
- 2005 — «Гедда Габлер» Генріка Ібсена
- 2005 — «Паукс і Шмаукс» за казкою Енід Блайтон
- 2005 — «Життя втрьох» Р. Екленд
- 2005 — «Дивна пара» Ніла Саймона
- 2006 — «Король Лір» Вільяма Шекспіра
- 2006 — «Три товариші» за романом Еріха Марія Ремарка
- 2007 — «Жінки Ніскавуорі» Гелли Вуолійокі
- 2008 — «рознесені» Алвіса Лапіньша
- 2009 — «Король Лір в богадільні» Отара Багатурія
- 2009 — «Еміль і берлінські хлопчаки» Еріха Кестнера
- 2009 — «Мишоловка» Агати Крісті
- 2010 — «Марія Стюарт» Фрідріха Шиллера